# Regno di Hy-Many
Uí Maine (o Hy-Many), era uno dei regni più antichi e ampi del Connacht, regione d'Irlanda (odierne contee del Galway settentrionale, meridionale e orientale, Roscommon centro-meridionale e, forse, anche riva orientale del fiume Shannon): per un breve periodo i suoi sovrani giunsero a dominare il territorio che dall'Irlanda centrale giungeva fino all'Atlantico.
La sua dinastia regnante era quella dei Uí Maine, discendenti del semi-leggendario Maine Mór. Esistette come regno indipendente dall'epoca preistorica fino alla fine del Medioevo. I suoi regni subordinati comprendevano, tra gli altri, Tír Sogháin, Corco Mogha, Delbhna Nuadat, Síol Anmchadha e Hy Fiachrach Fionn. Clan discendenti da questa dinastia sono, tra gli altri, Ó Ceallaigh (Kelly), Ó Madadhan (Madden), O'Mudaigh (Moody), Ó Neachtáin (Naughton), Ó Domhnalláin (Donnellan), Ó Mullally (Lally) e Ó Fallamháin (Fallon).

## Sovrani
- Maine Mór
- Breasal mac Maine Mór
- Aedh Buidhe, ucciso attorno al 600.
- Brenainn mac Cairbre, morto attorno al 597/601.
- Conall mac Máele Dúib, ucciso nel 622.
- Marcan mac Toimen ucciso nel 649.
- Fithceallach mac Flainn, morto nel 691.
- Sechnasaigh mac Congail, morto nel 711.
- Dluthach mac Fithcheallach, morto nel 738.
- Cathal Maenmaighe, morto nel 745.
- Ailello h-ui Daimine, morto nel 749.
- Inreachtach mac Dluthach, morto nel 750.
- Aedh Ailghin, ucciso nel 767.
- Dunchadh Ua Daimhine, morto nel 780.
- Conall mac Fidhghal, morto nel 782.
- Duncadho mac Duib Da Tuadh, morto nel 784.
- Amhalgaidh, morto nel 786.
- Ailell mac Innreachtach, morto nel 794/799.
- Cathal mac Murchadh, ucciso nell'816.
- Cathal mac Ailell, regno 834 ca.-846.
- Sochlachan mac Diarmata morto nel 909.
- Murchadh mac Aodha, morto nel 960.
- Geibennach mac Aedha, morto nel 973.
- Muirgus mac Domnaill, morto nel 986.
- Aodh mac Tadgh mac Murchadha Ua Cellaigh, ucciso nel 1014.
- Concobar mac Tadg Ua Cellaig, ucciso nel 1030.
- mac Tadhg Ua Cellaigh ?-?.
- Dunchadh Ua Cellaig ?-?.
- Aed mac mac Tadhg Ua Cellaig, morto nel 1134.
- Madadhan o Madden ?-?.
- Concobar Ua Cellaig ?-?.
- Murrough mac Teige O Cellaigh, ucciso nel 1186.
- Domnall Mor O Cellaigh, ?-1121.
- Conchobar mac Domnall Mor O Cellaigh, regno 1221-1268.
- Maine Mor mac Conchobar O Cellaigh, regno 1268-1271.
- Domnall mac Conchobar O Cellaig, regno 1271-1295.
- Donnchad Muimnech mac Conchobar O Cellaigh, regno 1295-1307.
- Gilbert mac Domnall O Cellaig, primo regno 1307-1315
- Tadhg mac Domnall O Cellaigh, regno 1315-1316
- Conchobar mac Domnall O Cellaigh, regno 1316-1318
- Gilbert O Cellaigh, secondo regno 1318-1322
- Aed mac Donnchad Muimnech O Cellaigh, regno ca. 1322-?
- Ruaidri mac Mathgamain O Cellaigh, regno ca. 1332-1339.
- Tadgh Og mac Tadgh O Cellaigh, regno 1339-1340.
- Diarmaid mac Gilbert O Cellaigh, regno ca. 1340-ca. 1349.
- William Buidhe mac Donnchad Muimnech O Cellaigh, regno ca. 1349-1381.
- Maelsechlainn mac William Buidhe O Cellaigh, regno 1381-1402.
- Conchobar an Abaidh mac Maelsechlainn O Cellaigh, regno 1402-1403.
- Tadgh Ruadh mac Maelsechlainn O Cellaigh, regno 1403-1410.
- Donnchadh mac Maelsechlainn O Cellaigh, regno 1410-1424.
- Aedh mac Brian mac Maelsechlainn O Cellaigh, regno 1424-1467.
- Aedh na gCailleach mac William O Cellaigh, regno 1467-1469
- Tadhg Caech mac William O Cellaigh, regno 1469-1476, sovrano del Hy-Many orientale.
- William mac Aedh O Cellaigh re di Iar-Many (1472-1476) e di Hy-Many (1476-1487).
- Maelsechlainn mac Aedh O Cellaigh, regno 1488-1489.
- Conchobar Og mac Aedh O Cellaigh, regno 1489-1499.
- Donnchadh mac Breasal O Cellaigh, regno 1489-?
- Maelsechlainn mac Tadhg O Cellaigh, regno 1499-1511.
- Tadhg mac Maolsheachlainn O Cellaigh, regno 1511-1513.
- Maelsechlainn mac William O Cellaigh, c.1513-1521.
- Domnall mac Aedh na gCailleach O Cellaigh, regno ca. 1521-ca. 1536.
- Donnchadh mac Eamonn mac Aedh O Cellaigh, regno 1536-ca. 1557.
- Ceallach mac Domhnall O Cellaigh, regno ca. 1557-ca. 1573.
- Eigneachan mac Domhnall mac Donnchadh mac Aedh O Cellaigh, regno ca. 1573-ca. 1580.
- Aedh mac Donnchadh O Cellaig, regno ca. 1580-1590.
- Feardorcha mac Ceallach O Cellaigh, regno ca. 1593-ca. 1611.